# Väinö Linna
Väinö Linna (født 20. december 1920, død 21. april 1992) var en af Finlands internationalt bedst kendte forfattere. Han modtog Nordisk Råds litteraturpris 1963 for romanen Sønner af et folk.